# Tiszta függvény
A számítógépes programozásban a tiszta függvény egy olyan függvény, amely a következő tulajdonságokkal rendelkezik:
1. Visszatérési értéke ugyanaz, ugyanazon argumentum esetén (nincs változás a helyi Statikus változókkal, nem lokális változókkal, mutálható referencia argumentumokkal vagy bemeneti folyamokkal az I/O eszközökből).
2. Az értékelésnek nincs mellékhatása (a helyi statikus változók, nem lokális változók, mutálható referencia-argumentumok vagy I/O-folyamok nem mutálódnak).

Így egy tiszta függvény egy matematikai függvény számítási analógja. Egyes szerzők, különösen az imperatív nyelvi közösség, a "tiszta" kifejezést használják minden olyan függvényre, amely csak a fenti tulajdonságokkal rendelkezik.

## Példák

### Tiszta függvények
A C++ függvények következő példái tiszták:
- floor, egy szám egészrészét adja vissza;
- max, két érték közül a nagyobbik értékét adja vissza;
- sin, egy szám szinuszával tér vissza.

### Tisztátlan függvények
A következő C++ függvények nem tiszták, mivel nem felelnek meg a fenti 1. pontnak:
- a nem lokális változó visszatérési értékváltozása miatt

int f() {
  return x;
}

- a visszatérő érték változása miatt, amely mutálható referencia argumentummal rendelkezik

int f(int* x) {
  return *x;
}

A következő C++ függvények nem tiszták, mivel nem felelnek meg a fenti 2. pontnak:
- a helyi statikus változó mutációja miatt

void f() {
  static int x = 0;
  ++x;
}

- nem lokális változó mutációja miatt

void f() {
  ++x;
}

- egy mutálható referencia argumentum mutációja miatt

void f(int* x) {
  ++*x;
}

- egy kimeneti áramlat mutációja miatt

void f() {
  std::cout << "Hello, world!" << std::endl;
}

A következő C++ függvények nem tiszták, mivel hiányoznak mind a fenti 1, mind a 2 tulajdonságok:
- a visszatérő értékváltozás miatt a helyi statikus változóval és a helyi statikus változó mutációjával

int f() {
  static int x = 0;
  ++x;
  return x;
}

- a visszatérési érték változása miatt egy bemeneti árammal és egy bemeneti áram mutációjával

int f() {
  int x = 0;
  std::cin >> x;
  return x;
}

## I/O tiszta funkciókban
Az I/O eredetileg tisztázatlan: a bemeneti műveletek aláássák a referencia-átláthatóságot, és a kimeneti műveletek mellékhatásokat hoznak létre. Mindazonáltal van értelme, hogy a függvény képes legyen bemeneti vagy kimeneti feladatok elvégzésére, és még mindig tiszta legyen, ha a vonatkozó I/O-eszközök működésének sorrendje kifejezetten mint argumentum és eredmény, és az I/O műveletekre nem sikerül, ha a bemeneti sorrend nem írja le a program végrehajtása óta ténylegesen végrehajtott műveleteket.
A második pont biztosítja, hogy az egyetlen argumentumként használható szekvencia minden I/O műveletnél megváltozzon; az első lehetővé teszi az I/O-teljesítő funkcióhoz tartozó különböző hívások különböző eredményeinek visszaadását a megváltozott szekvencia argumentumok miatt.
Az I/O monád egy olyan programozási idióma, amelyet tipikusan az I/O végrehajtására használnak tiszta funkcionális nyelveken.

## Fordító optimalizálások
Azok a funkciók, amelyek csak a fenti 2. pontnak felelnek meg, lehetővé tesznek fordítóoptimalizálási technikákat, mint például az aritmetikai operátorokhoz hasonló közös alexpressziós eltávolítás és hurok optimalizálás. Egy C++ példa a length metódus, amely a karakterlánc nagyságát adja vissza, amely memória tartalmától függ amelyre a karakterláncra mutat, ezért nem felel meg a fenti 1. pontnak. Mindazonáltal egyszálú környezetben az alábbi C++ kód 
```
std
::
string
 
s
 
=
 
"Hello, world!"
;

int
 
a
[
10
]
 
=
 
{
1
,
 
2
,
 
3
,
 
4
,
 
5
,
 
6
,
 
7
,
 
8
,
 
9
,
 
10
};

int
 
l
 
=
 
0
;

for
 
(
int
 
i
 
=
 
0
;
 
i
 
<
 
10
;
 
++
i
)
 
{

  
l
 
+=
 
s
.
length
()
 
+
 
a
[
i
];

}

```

 optimalizálható úgy, hogy az s.length() értékét csak egyszer, a hurok előtt számoljuk ki.
Fortran-ban a pure kulcsszó használható arra, hogy egy függvényt csak mellékhatássá nyilvánítson (azaz csak a fenti tulajdonság 2). A C ++ -ban a constexpr kulcsszó használható arra, hogy egy függvényt a fenti 1-es és 2-es tulajdonságokkal constexpr (azaz tisztán legyen ebben a cikkben használt értelemben); az ilyen funkciók a többszálas környezetben is közös alexpressziós eltávolítási és hurok optimalizálásnak vannak kitéve.

## Lásd még
- A fordítási időfüggvény végrehajtása : a tiszta funkciók értékelése a fordítási időben
- Tisztán funkcionális adatszerkezet
- Referencia-átláthatóság (informatika)
- Lambda kalkulus
- Mellékhatás (informatika)
- Tiszta eljárás
- Idempotencia
- tiszta kulcsszó a Fortranban a tiszta függvények megjegyzésével
- constexpr kulcsszó a C ++ jelzésben a fordítási idő alatt használható tiszta függvényekben

1. ↑  Bartosz Milewski: Basics of Haskell. School of Haskell. FP Complete, 2013 [2016. október 27-i dátummal az eredetiből archiválva]. (Hozzáférés: 2018. július 13.) „Here are the fundamental properties of a pure function: 1. A function returns exactly the same result every time it's called with the same set of arguments. In other words a function has no state, nor can it access any external state. Every time you call it, it behaves like a newborn baby with blank memory and no knowledge of the external world. 2. A function has no side effects. Calling a function once is the same as calling it twice and discarding the result of the first call.”
2. ↑  Brian Lonsdorf: Professor Frisby's Mostly Adequate Guide to Functional Programming. GitBook, 2015 [2019. július 6-i dátummal az eredetiből archiválva]. (Hozzáférés: 2018. július 14.) „A pure function is a function that, given the same input, will always return the same output and does not have any observable side effect.”
3. 1 2  GCC 8.1 Manual. GCC, the GNU Compiler Collection. Free Software Foundation, Inc., 2018 (Hozzáférés: 2018. június 28.)
4. ↑  Fortran 95 language features#Pure Procedures
5. ↑  Peyton Jones, Simon L.. Haskell 98 Language and Libraries: The Revised Report [archivált változat]. Cambridge, United Kingdom: Cambridge University Press, 95. o. (2003. március 15.). ISBN 0-521 826144. Hozzáférés ideje: 2014. július 17. [archiválás ideje: 2021. május 6.]
6. ↑  Hanus: Curry: An Integrated Functional Logic Language. http://www-ps.informatik.uni-kiel.de/currywiki/. Institut für Informatik, Christian-Albrechts-Universität zu Kiel. [2014. július 25-i dátummal az eredetiből archiválva]. (Hozzáférés: 2014. július 17.)